# 瓣胞藻目
瓣胞藻目（学名：Petalomonadida）是眼虫纲下的一个科。

## 下属分类
本科包括以下属：
- Scytomonadidae
- Sphenomonaceae
- Sphenomonadidae